# هیرا پنا
هیرا پنا (هندی: हीरा पन्ना) یک فیلم در ژانر شهوانی به کارگردانی دو آناند است که در سال ۱۹۷۳ منتشر شد. از بازیگران آن می‌توان به زینت امان و راکهی گولزار اشاره کرد.